# Fisker Automotive

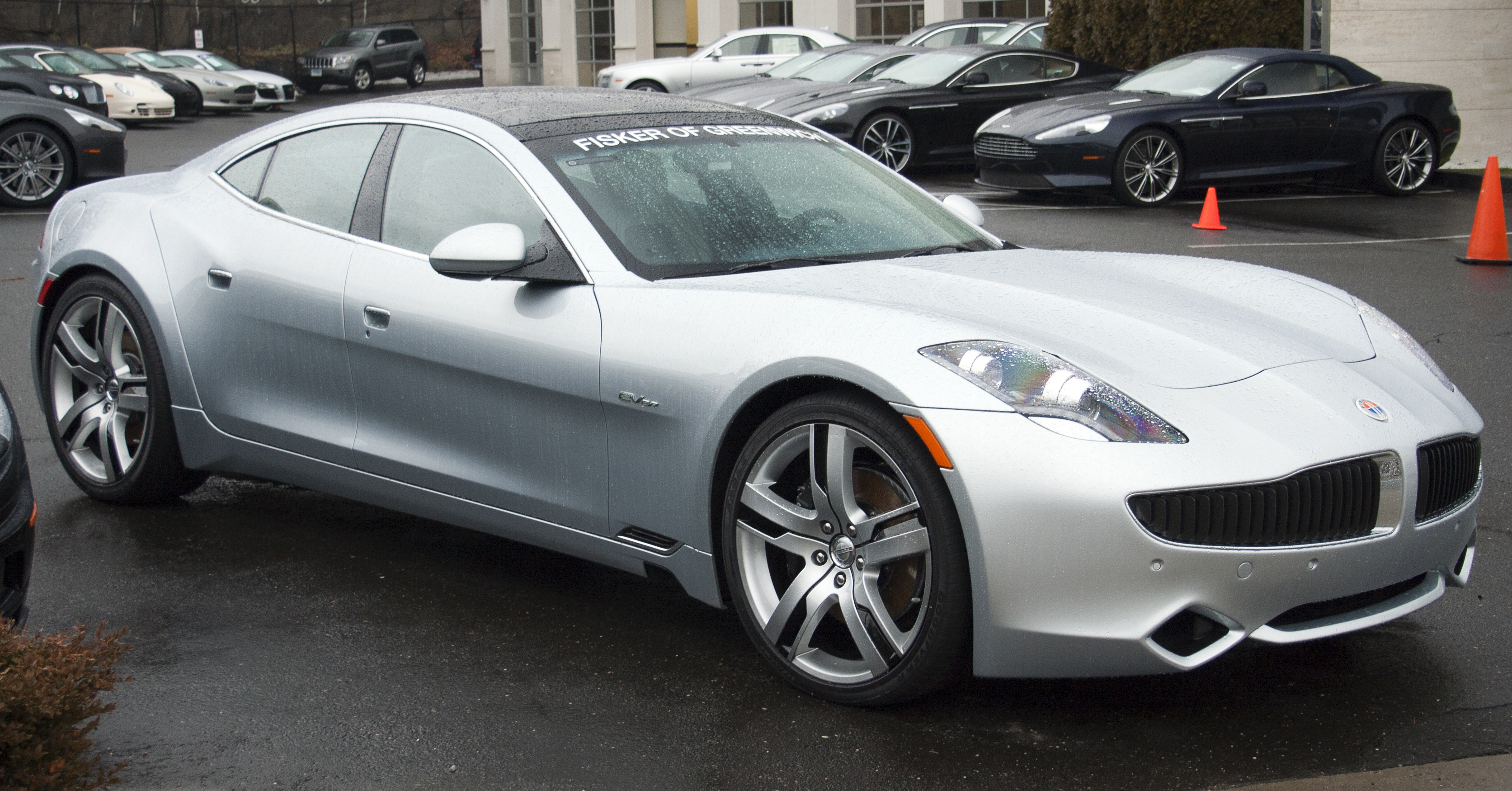
Fisker Karma (2011)

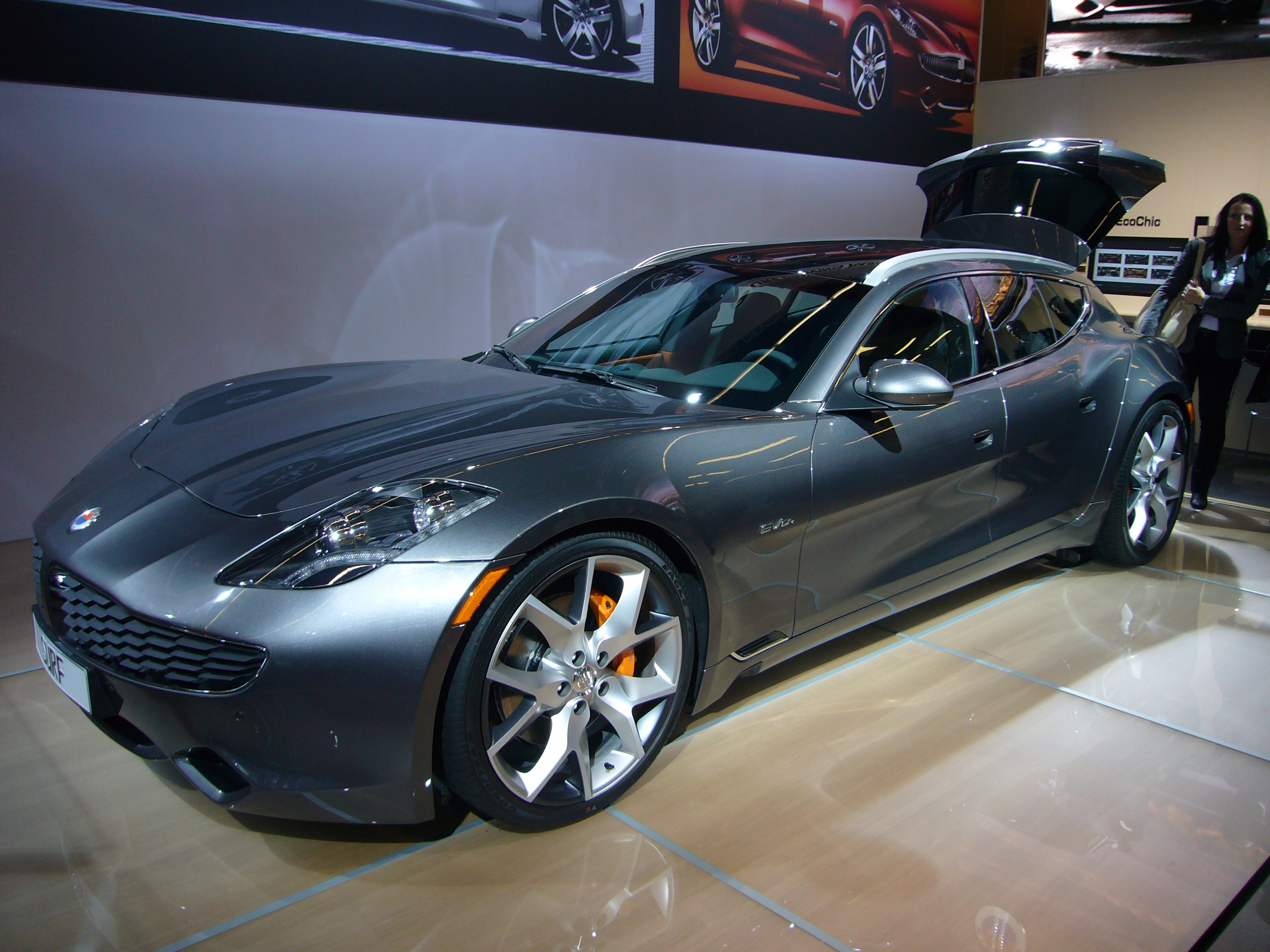
Fisker Surt Concept (2009)

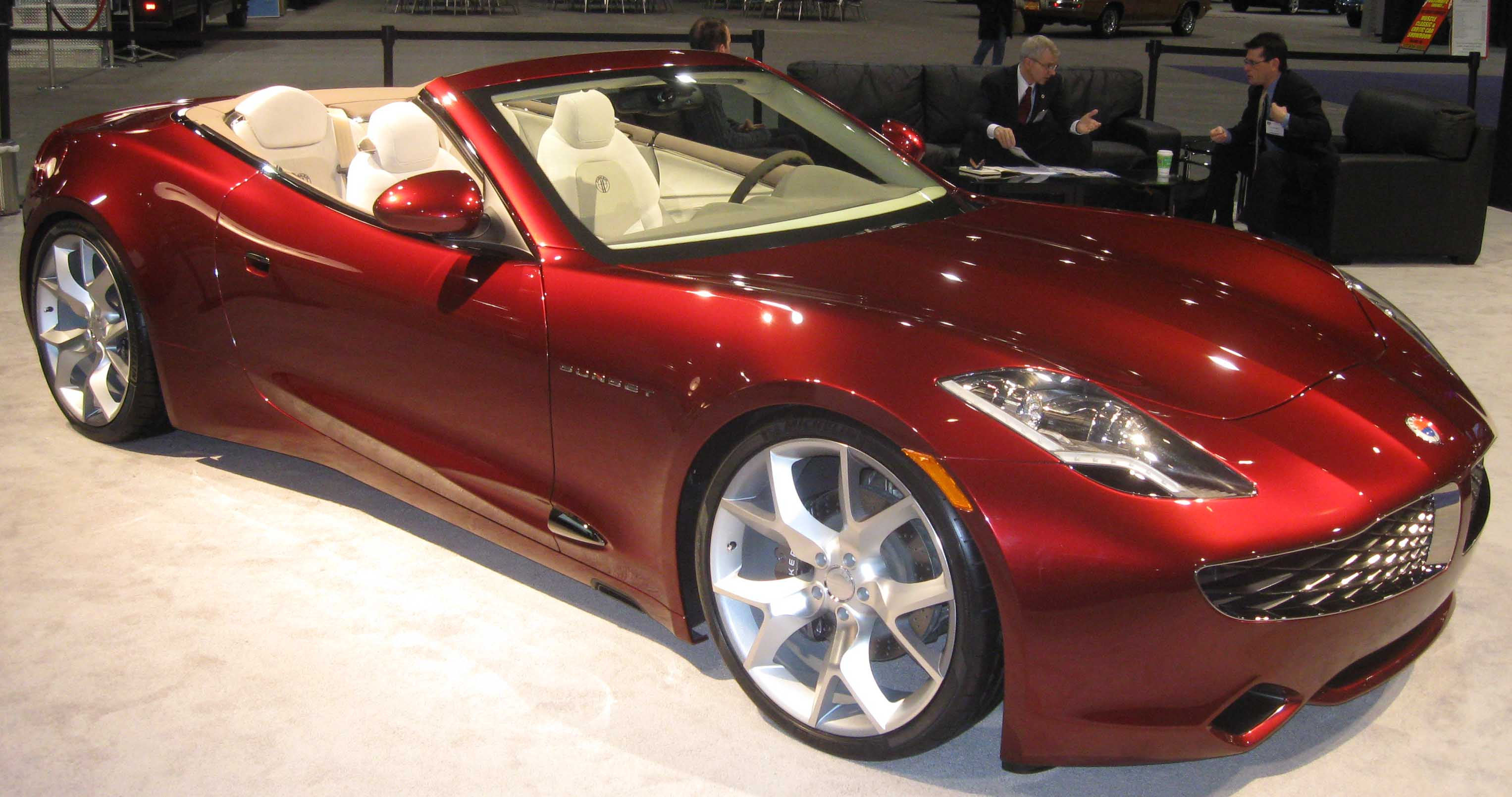
Fisker Sunset Concept (2009)

Fisker Automotive – amerykański producent samochodów sportowych, z siedzibą w Anaheim, działający w latach 2007–2013.

## Historia

### Początki
W sierpniu 2007 roku doszło do fuzji Fisker Coachbuild i Quantum Technologies, na mocy której powstała nowa spółka o nazwie Fisker Automotive. Pozyskała ona szereg inwestorów, na czele z Włochem Gianfranco Pizzuto, który zainwestował w nią 5,2 miliona dolarów amerykańskich. Początkowo planowano wznowienie produkcji modeli zbudowanych za czasów Fisker Coachbuild, jednak ostatecznie kalifornijskie przedsiębiorstwo za cel obrało zbudowanie luksusowego, sportowego samochodu o napędzie hybrydowym typu plug-in nie będącego tym razem pochodną gotowych konstrukcji od dużych producentów. Istotnym czynnikiem stymulującym rozwój tego pojazdu były m.in. pożyczki z funduszu federalnego Stanów Zjednoczonych.
Premiera pierwszego samochodu przedsiębiorstwa o nazwie Fisker Karma odbyła się na Detroit Auto Show w 2008 roku, z kolei produkcja 4-drzwiowego grand tourer rozpoczęła się w 3 lata później - marcu 2011 roku w fińskim Uusikaupunki na mocy porozumienia z tamtejszym kontraktorem, Valmet Automotive. Trwała ona bez zakłóceń zaledwie półtora roku – w listopadzie 2012 roku zawieszono ją z powodu bankructwa producenta baterii, A123 Systems.

### Schyłek i upadłość
W marcu 2013 roku Fisker Automotive był zmuszony do wysłania pracowników na przymusowe urlopy, które motywowane były pogłębiającymi finansowymi kłopotami przedsiębiorstwa po przedwczesnym zakończeniu produkcji Karmy. W tym samym czasie z firmy odszedł jej współzałożyciel i dotychczasowy dyrektor generalny, Henrik Fisker, tłumacząc to konfliktem z zarządem spółki. W listopadzie 2013 roku Fisker Automotive ogłosił bankructwo, które zakończyło się nieoczekiwanym złożeniem oferty wykupu długu wynikającego z niespłaconej federalnej o wartości 24,75 miliona dolarów amerykańskich. Dokonał tego przez chiński potentat branży produkcji i sprzedaży części samochodowych, Wanxiang Group.
Ostatecznie, w lutym 2014 roku Wanxiang Group odkupił Fisker Automotive, przejmując prawa do produkcji modelu Karma, za to Henrik Fisker zachował prawa do stosowania nazwy Fisker. W efekcie, nowy chiński właściciel w październiku 2015 roku utworzył przedsiębiorstwo Karma Automotive. Na początku 2016 wznowiono produkcję Fiskera Karmy jako Karma Revero. Henrik Fisker w tym samym roku założył z kolei nową firmę, tym razem skoncentrowaną wyłącznie na samochodach elektrycznych - po prostu Fisker.

## Modele samochodów

### Historyczne
- Karma (2011–2012)

### Prototypy
- Fisker Surf (2009)
- Fisker Sunset (2009)
- Fisker Atlantic (2012)